# Apotelésma
Apotelésma (altgriechisch Vollendung, Erfolg, Einfluss‘) war ein eher wenig genutzter Begriff in der antiken Astrologie, der den Einfluss der Gestirne und Konstellationen auf die irdische Sphäre und Materie sowie den Menschen bezeichnete.
Die altlutherische Dogmatik bezeichnete mit dem Begriff Apotelesmata biblische Sätze, die vom Erlösungshandeln Christi so sprachen, als gingen sie von Christus nur nach seiner menschlichen oder nur nach seiner göttlichen Natur aus.